# Muhsin Omurca

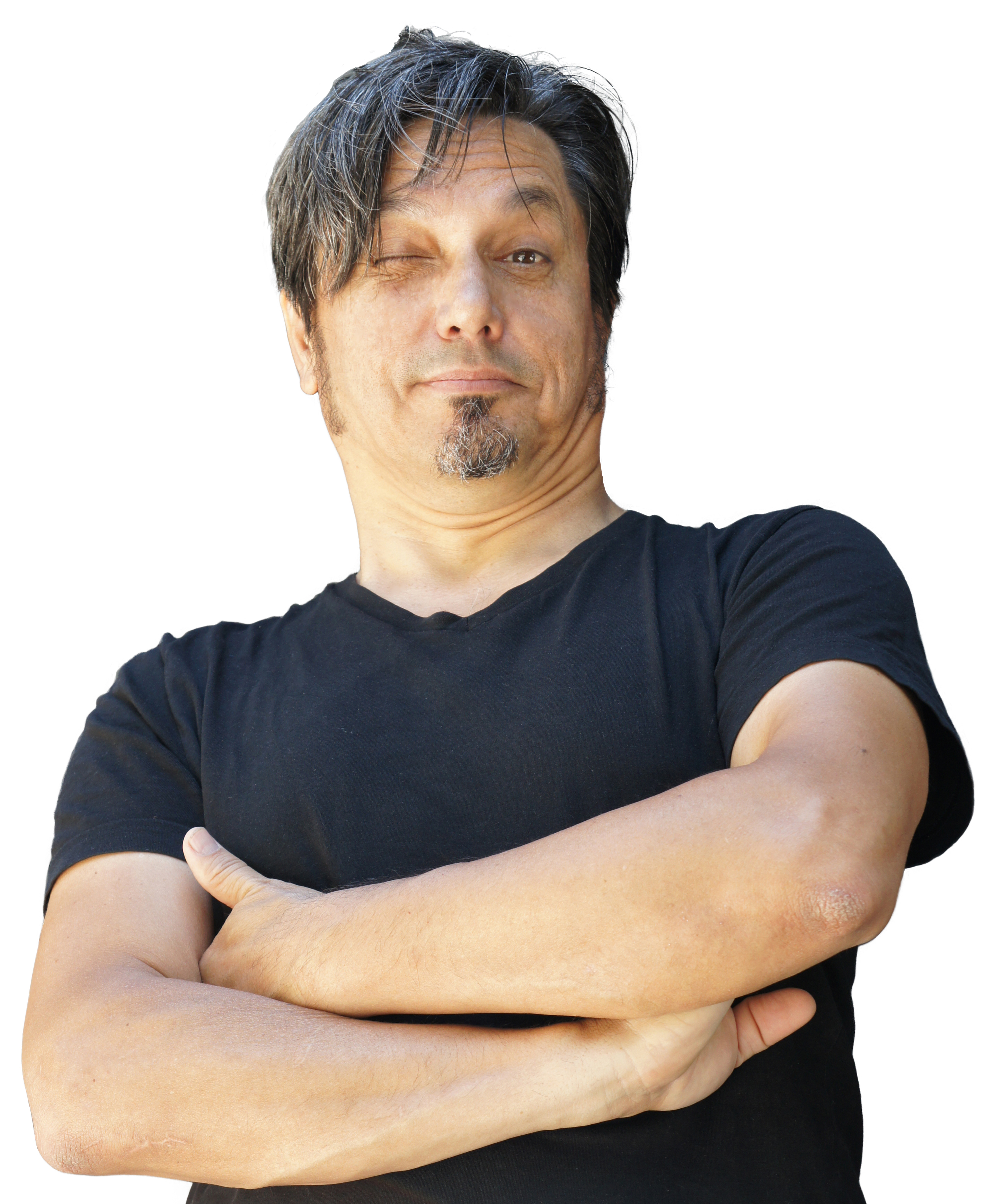
Muhsin Omurca (2015)

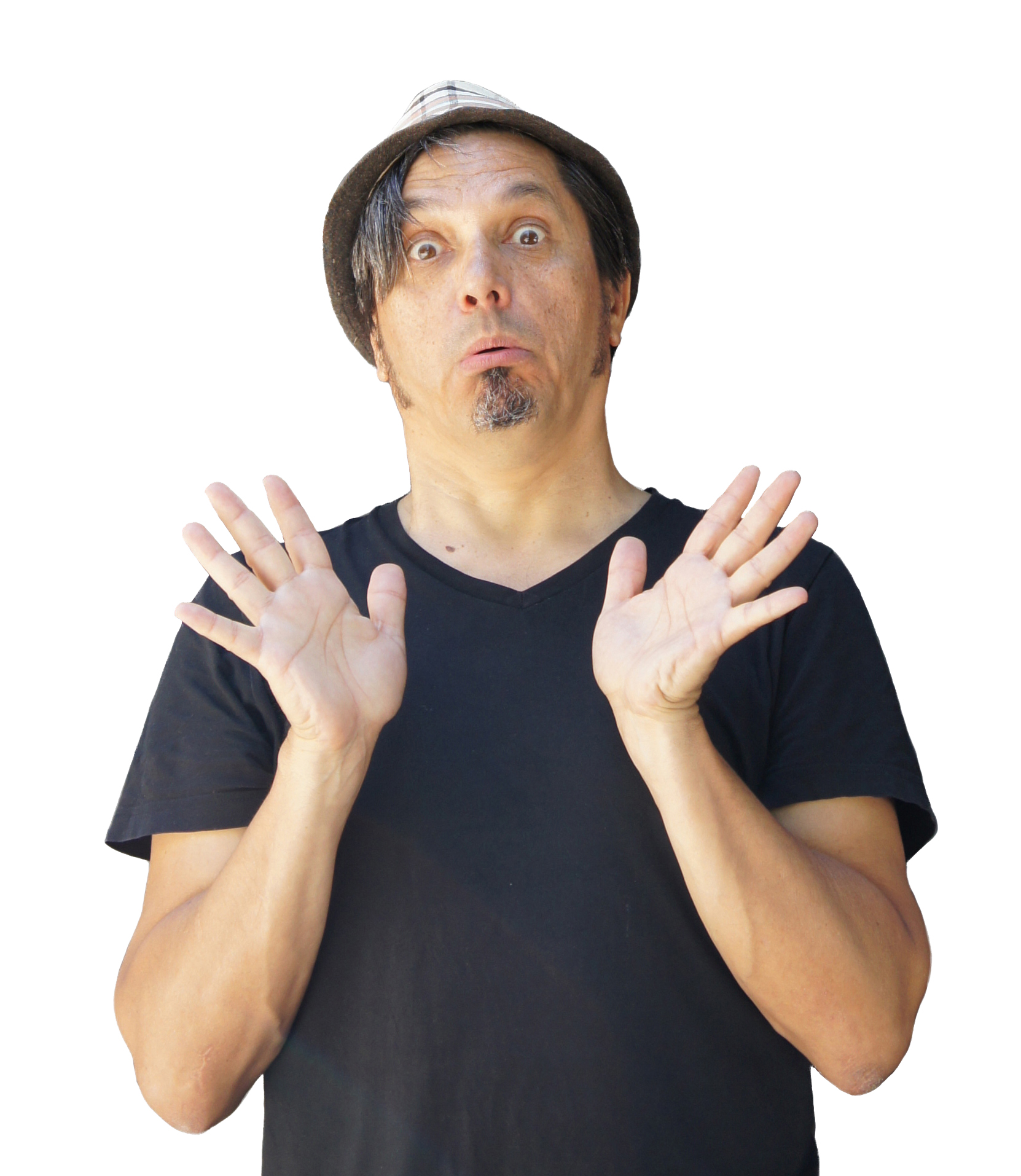
Muhsin Omurca

Muhsin Omurca (* 1959 in Bursa, Türkei) ist ein deutscher Kabarettist und Cartoonist. Mit Şinasi Dikmen gründete er mit Knobi-Bonbon-Kabarett 1986 in Ulm das erste deutschsprachige türkische Kabarett in Deutschland. Er gilt als Vorreiter der Ethno-Comedy.

## Leben
Omurca war zunächst als Cartoonist und Karikaturist national und international erfolgreich tätig. In Deutschland wurde er mit seinem Comic Kanakmän ab 2001 bekannt, der in der taz erstveröffentlicht wurde. Er blieb zwölf Jahre den Knobi-Bonbons zugehörig, die 1987 mit dem Deutschen Kleinkunstpreis ausgezeichnet wurden. Muhsin erhielt 1998 für sein erstes Soloprogramm „Tagebuch eines Skinheads in Istanbul“ den Deutschen Kabarett Sonderpreis und den Stern der Woche.
Als Kabarettist wurde er von Dieter Hildebrandt entdeckt, welcher ihn zu seiner Unterhaltungstour durch Europa mitnahm. Er betätigte sich auch als Hörspielautor und -sprecher. Mit dem preisgekrönten Programm Tagebuch eines Skinheads in Istanbul führte er ein „Cartoon-Kabarett“ in Deutschland ein. Muhsin tritt in Deutschland, Österreich, Finnland, Japan, Kanada, den USA, Estland, der Türkei und Liechtenstein auf.

## Rezeption
Omurca wird die Prägung des Worts „biodeutsch“ zugeschrieben. Er verwendete es zum ersten Mal im Jahr 1996 in einem Comicstrip in der taz. Darin sagt ein Mann zu seinem Nachbarn mit schwarzem Schnurrbart und Teeglas: „Der Unterschied zwischen dir und mir besteht darin Hüsnü: Du bist ein getürkter Deutscher! Eine Fälschung! Und ich … Ich bin ein Original! Ein Bio-Deutscher“. Es wurde daraufhin vom türkischstämmigen Grünen-Politiker Cem Özdemir populär gemacht, der nach einer Veranstaltung Omurcas ankündigte, den Begriff zu übernehmen.

## Programme
- Tagebuch eines Skinheads in Istanbul – Cartoon Kabarett
- Kanakmän – Tags Deutscher Nachts Türke (Thema: Integration, Migration)
- Schuld ist das Feigenblatt (Patriotomat, Frommomat, Integromat …)
- KarikaTürk – Cartoon Kabarett
- Taksim Maksim – Getürkte Songs
- Buyur Dükkan Senin – Türkçe / Türkisch – Cartoon Comedy

## Auszeichnungen

### Kabarettist
- Förderpreis – Kunststiftung Baden-Württemberg 1987
- Deutscher Kleinkunstpreis 1987
- Deutscher Kabarettpreis 1998
- Stern der Woche (Münchener Abendzeitung)

### Cartoonist
- Yomiuri Shimbun Int. Karikaturpreis 1990 – Japan
- Umoristi a Marostica Int. Kari.preis 1993 – Italien
- Dutch de Tulp Int. Karikaturpreis 1993 – Holland
- Nasreddin Hoca Int. Karikaturpreis 1996 – Türkei
- Hürriyet Gazetesi Int. Karikaturpreis 1997 – Türkei
- Taejon Int. Karikaturpreis 1997 – Südkorea
- Torino Int. Karikaturpreis 1999 – Italien

## Bibliografie
- Matchball. Tenniscartoons. Rosenheimer, Rosenheim 1991, ISBN 3-475-52681-6 (Rosenheimer Cartoons).
- Kanakmän. „tags Deutscher, nachts Türke“. Omu-Verlag, Ulm 2002, ISBN 3-00-009564-0.

## Filmografie
- Korkmazlar – Serie WDR 1987
- Gott ist tot – Kinofilm mit Götz George von Kadir Sözen 2003 (Drehbuchmitarbeit)
- Bold or Bald – Kurzfilm mit Seyhan Derin 2010

## Diskografie
- Kanakmän (2002)